# 广利、广福桥
广利桥和广福桥，位于中国福建省屏南县岭下乡岭下村，为两座单孔贯木拱廊屋桥。
- 广利桥又名花桥，宋代始建，明正统年间重建，清乾隆二十九年（1775年）重修；全长28.33米，宽5米，孔跨19.19米；廊屋，悬山顶，减柱穿斗式木构架，两旁设风雨板、栏杆和长条凳。
- 广福桥又名溪源桥，元元统元年（1333年）始建，清嘉庆十二年（1806年）重建；全长29.47米，宽5米，孔跨24.17米，结构同广福桥。[1]

2005年5月11日公布为第六批福建省文物保护单位。